# Elasmodontomys obliquus
Elasmodontomys obliquus är en utdöd gnagare som beskrevs av Anthony 1916. Elasmodontomys obliquus är ensam i släktet Elasmodontomys som ingår i familjen Heptaxodontidae. Inga underarter finns listade i Catalogue of Life. Anthony beskrev 1917 ytterligare en art med namnet Heptaxodon bidens. Hela familjen fick sitt namn efter detta taxon. Senare forskning visade att H. bidens var ett ungdjur av Elasmodontomys obliquus.
Arten levde i Puerto Rico.
Halvfossila kvarlevor av arten hittades i en grotta. Enligt uppskattning var en lika stor som en paka (Cuniculus paca) och hade ett robust huvud. Extremiteterna var korta och därför antas att den gick på marken utan förmåga att klättra i träd. Det är inte helt utrett när Elasmodontomys obliquus dog ut men troligen utrotades arten av Puerto Ricos ursprungsbefolkning före européernas ankomst i Västindien.